# Egenmäktigt förfarande (roman)
Egenmäktigt förfarande – en roman om kärlek är en roman av Lena Andersson, utgiven på Natur & Kultur 2013. För romanen erhöll Andersson Augustpriset i kategorin årets skönlitterära bok 2013.
Uppföljaren Utan personligt ansvar utkom 2014.

## Bakgrund och uppkomst
Romanens stoff utgörs till stora delar av Anderssons egna upplevelser, även om hon själv betonar att det inte rör sig om en nyckelroman. Valet av tredjepersonsperspektiv beror enligt Andersson på viljan att kunna distansera sig från figurerna och att det dessutom ger tillgång till en berättare som ibland själv kan stå för analysen. Enligt Andersson är replikskiftena medvetet avskalade i förhållande till verkligheten. Hon strävade istället efter en "[...] ton som ligger under ytan på vardagsspråket." Att kärlek är ett slitet tema var något Andersson behövde förhålla sig till, och hon ville därför analysera fenomenet, snarare än att gestalta det.

## Handling
Handlingen kretsar kring poeten och essäisten Ester Nilsson. Ester är en förnuftsstyrd och rationell människa med en förnuftig syn på både livet och relationer. En dag blir hon erbjuden att hålla ett föredrag om den framstående konstnären Hugo Rask. Ester förbereder sig noga och upplever att hon under arbetet utvecklar ett släktskap med ämnet för sitt föredrag. Under föreläsningen befinner sig Hugo Rask själv i publiken.  De båda möts för första gången efteråt och han är mycket uppskattande. Deras relation mynnar snart ut i en kärlekshistoria, i vilken Ester ska visa sig vara mer engagerad än Hugo.

## Mottagande
"Egenmäktigt förfarande – en roman om kärlek" blev mycket väl emottagen när den släpptes. 
Daniel Sandström var i sin recension för Svenska Dagbladet mycket positiv. Han lyfter fram stilen som "tidlös, exakt och lätt" och menar att: "[…] "Egenmäktigt förfarande” med all säkerhet och med all rätt kommer att innebära Lena Anderssons verkliga genombrott också som romanförfattare."
I sin recension för Dagens Nyheter skrev Nils Schwartz: "För att helt och ångestfullt uppskatta den här kärleksromanen måste man kanske ha en läggning som liknar Ester Nilssons och – av allt att döma – Lena Anderssons egen", men menade samtidigt att: "Det finns alla skäl i världen att tycka illa om den här romanen. Det är ett desto bättre skäl att gilla den. Den förställer sig inte ett ögonblick, den lämnar med sin borrande envetenhet aldrig läsaren i fred med sina illusioner."
Jens Liljestrand menade i Expressen att bokens svaghet var att: "Hugo Rask blir aldrig mer än projektion för Esters begär och framstår för läsaren mest som en odrägligt självgod föredetting. Vad som driver Ester […] att falla pladask inför denna uppblåsta ballong av självöverskattning och dumvänsterfloskler, etableras aldrig särskilt väl av författaren", men betonade samtidigt att Andersson i boken närmar sig: "[…] eviga frågor om kärlek och frihet med en språklig lätthet, en glimt av humor och distans mitt i svärtan, som ger framställningen en oerhörd lyster."
Även Åsa Linderborg var i sin recension i Aftonbladet positiv till romanen. Hon menar att kärlek visserligen inte går att definiera, men att Lena Andersson här visar att en relation på ett utmärkt sätt kan analyseras. Linderborg anser att det "den lidelsefullt irrationella Ester" beskrivs med "en kongenial besinning" och avslutar recensionen som följer: "Jag vet inte om den här boken skänker lindring för den som är olyckligt kär - för den finns ju ingen tröst att få - men den skänker i alla fall den trösterika insikten om att människor som aldrig älskat och förlorat vet väldigt lite om livet."

## Debatt
Efter publiceringen har "Egenmäktigt förfarande" väckt många reaktioner. I synnerhet figuren Hugo Rask har givit upphov till debatt. Under 2014 skrevs ett stort antal kulturartiklar där den så kallade kulturmannen diskuterades, ofta med utgångspunkt i Hugo Rask. Debatten tog sin början med en artikel av Åsa Beckman i Dagens Nyheter i vilken hon beskrev kulturmannen: "Man kan säga att Kulturmannen har ett heligt motto: allt för konsten! Hela livet står i konstens tjänst. Hans lyskraft blir därför stor, som alla som är hängivna en uppgift, och han har därför åtnjutit stor respekt i offentligheten. Män har velat vara i hans närhet. Men även kvinnor, många kvinnor." Enligt Beckman utgör Hugo Rask "ett praktexemplar på en kulturman." Debatten fortsatte därefter på kultursidorna och i krönikor och skribenter som Isabelle Ståhl, Jens Liljestrand och Lisa Magnusson engagerade sig i den.
I en intervju med tidskriften Fokus i oktober 2014 påstod regissören Roy Andersson att han tjänat som inspiration till figuren Hugo Rask, då han haft ett förhållande med Lena Andersson. Detta tillbakavisades dock av Lena Andersson själv, som menar att hon endast skrivit fiktion.
Andersson sade 2022 att debatten som följde inte korrekt hade förstått sensmoralen i boken. Hon sade att hon i efterhand hade ångrat att hon inte hade stoppat att det på baksidan av boken beskrevs som att Ester Nilsson hade ägnat sig åt självbedrägeri. Andersson tyckte att debatten hade missat att boken handlade om att Ester Nilsson och Hugo Rask hade två olika världsbilder och att av det följde att de också hade olika syn på relationer.

## Priser och utmärkelser
Lena Andersson tilldelades Augustpriset 2013 för romanen, med motiveringen: "Subjekt, predikat, objekt. Syntaxen må vara simpel, men Lena Andersson ger språkets vanligaste kärleksförklaring en betydelsefull inre grammatik. Romanen 'Egenmäktigt förfarande' är en allvarsam lek där Ester och Hugo möts i ett tidlöst drama om passion och makt, frihet och förnuft, som författaren inte bara gestaltar utan rentav dissekerar. Med kärv humor och enastående precision blottlägger Lena Andersson förälskelsens systematiska självbedrägeri."

## Översättningar
| Språk      | Titel                         | Översättare                      | Utgivningsår          |
| ---------- | ----------------------------- | -------------------------------- | --------------------- |
| Engelska   | Wilful Disregard              | Sarah Death                      | 2015 (Storbritannien) |
| Estniska   | Omavoli                       | Tiina Mullamaa                   | 2015                  |
| Finska     | Omavaltaista menettelyä       | Sanna Manninen                   |                       |
| Franska    | Esther ou la passion pure     | Johanna Brock och Erwan Le Bihan | 2015                  |
| Galiciska  | Apropiación indebida          | Marta Dahlgren                   | 2018 (Spanien)        |
| Italienska | Sottomissione volontaria      | Carmen Giorgetti Cima            | 2016                  |
| Norska     | Rettsstridig forføyning       | Knut Johansen                    | 2014                  |
| Polska     | Bez opamiętania               | Anna Marciniakówna               | 2014                  |
| Tyska      | Widerrechtliche Inbesitznahme | Gabriele Haefs                   | 2015                  |